# Izzat Ibrahim al-Douri
Izzat Ibrahim al-Douri (em árabe: عزت ابراهيم الدوري ‘Izzat Ibrāhīm ad-Dūrī; 1 de julho de 1942 — 26 de outubro de 2020) foi um general e político iraquiano. Ele foi o vice comandante do Conselho Revolucionário Iraquiano de 1979 a 2003 e um proeminente líder militar do exército do Iraque Baathista. Ele foi um dos principais comandantes de Saddam Hussein e era parte do seu círculo íntimo de amizade que governava o país com ele.
Al-Douri foi um dos principais líderes do movimento baathista iraquiano até a invasão anglo-americana do Iraque em 2003. Como um dos cabeças do regime de Saddam Hussein, ele foi um dos homens mais caçados do país. Ele passou então a liderar combatentes leais ao antigo governo e outros grupos sunitas contra a ocupação estrangeira do país (encabeçada pelos Estados Unidos) e posteriormente contra a República que foi imposta na nação na era pós-Saddam. Ele se auto-proclamava como o "Xeique escondido dos Homens de Naqshbandi." Com a execução de Saddam Hussein, em 30 de dezembro de 2006, al-Douri se tornou oficialmente líder do banido Partido Baathista Iraquiano (confirmado em 3 de janeiro de 2007).
Em 2011, após a retirada das tropas dos Estados Unidos, Ibrahim al-Douri tentou orquestrar uma resistência mais eficiente contra o novo governo iraquiano pró-ocidente, mas ele não foi bem sucedido. Contudo, em 2014, um grupo sunita auto-proclamado Estado Islâmico do Iraque e do Levante (ad-Dawlat al-Islāmiyah ou EIIL) iniciou uma bem sucedida ofensiva contra o norte do Iraque, conquistando boa parte da região. al-Douri ordenou que seus homens apoiassem os rebeldes do EIIL, mas nem todos obedeceram com muitos pegando em armas contra os islamitas. O próprio al-Douri teria mais tarde mudado de opinião.
Em meados de 2015, foi reportado que al-Douri estava na região de Saladino com outros simpatizantes baathistas. Então, em 17 de abril de 2015, Izzat Ibrahim al-Douri foi morto (junto com 9 guarda-costas) durante uma operação militar lançada por milícias xiitas e soldados do exército iraquiano, no leste da cidade de Ticrite. A organização xiita Asaib ahl al-Haq afirmou ter sido a responsável por sua morte e disse que seu corpo foi transportado para Bagdá. Sua morte teria sido um duro golpe para a facção baathista da resistência sunita. Os simpatizantes de Saddam, contudo, negaram sua morte.
Em 26 de outubro de 2020, al-Douri morreu aos 78 anos. Não é sabido o motivo de sua morte. O partido Al-Baath emitiu um comunicado após seu falecimento, que dizia: "Hoje, o cavaleiro do [movimento] Baath e da resistência nacional iraquiana desmontou de seu cavalo". Algumas fontes, contudo, afirmam que, até 2021, ele ainda estaria vivo.